# 尹学芸
尹学芸（1964年—），笔名伊雪，女，汉族，天津蓟州人，中华人民共和国政治人物。现任天津市作家协会主席。第十四届全国政协委员。